# Creagrutus hildebrandi
Creagrutus hildebrandi és una espècie de peix de la família dels caràcids i de l'ordre dels caraciformes.

## Morfologia
- Els mascles poden assolir 6,3 cm de llargària total.[4][5]

## Alimentació
És omnívor: menja invertebrats bentònics i llavors petites.

## Hàbitat
Viu en zones de clima tropical.

## Distribució geogràfica
Es troba a Sud-amèrica: conca del llac Maracaibo i Golf de Veneçuela.